# روبرفال
روبرفال هو لاعب كرة قدم برازيلي في مركز الهجوم، ولد في 27 يونيو 1985 في ريسيفي في البرازيل. لعب مع أوداكس إيتاليانو وسان مارتين دي سان خوان.